# Смит, Фрейзер
Фрейзер Смит (англ. Fraser Lance Thorneycroft-Smith) — английский музыкант, музыкальный продюсер, автор.
Был соавтором или продюсером 6 синглов и 15 альбомов, достигавших позиции № 1 в хит-парадах США и Великобритании. Лауреат премии Грэмми за лучший альбом года за 21 и Грэмми за лучшее сольное поп-исполнение за песню «Set Fire to the Rain» певицы Adele.

## Биография
См. также «Fraser T Smith Early life and education» в английском разделе.

## Дискография
См. также «Fraser T Smith Discography» в английском разделе.

## Награды и номинации
- Грэмми за лучший альбом года за альбом 21 певицы Adele
- Грэмми за лучшее сольное поп-исполнение за песню «Set Fire to the Rain» певицы Adele